# Pure and Simple
Pure and Simple es el noveno álbum de estudio de Joan Jett and the Blackhearts, publicado en 1994. Es el primer álbum de la banda tras la salida del guitarrista Ricky Byrd y del bajista Kasim Sulton. Kenny Aaronson y Tony "Bruno" Rey se encargaron de reemplazarlos para la grabación del disco.

## Lista de canciones
| N.º | Título              | Duración |  |
| 1.  | «Go Home»           | 2:42     |  |
| 2.  | «Eye to Eye»        | 3:30     |  |
| 3.  | «Spinster»          | 2:44     |  |
| 4.  | «Torture»           | 3:35     |  |
| 5.  | «Rubber & Glue»     | 3:19     |  |
| 6.  | «As I Am»           | 4:35     |  |
| 7.  | «Activity Grrrl»    | 3:45     |  |
| 8.  | «Insecure»          | 3:11     |  |
| 9.  | «Wonderin'»         | 4:53     |  |
| 10. | «Consumed»          | 4:40     |  |
| 11. | «You Got a Problem» | 3:57     |  |
| 12. | «Brighter Day»      | 6:06     |  |

| Bonus tracks de la versión japonesa |                   |          |  |
| N.º                                 | Título            | Duración |  |
| 7.                                  | «World of Denial» | 4:14     |  |
| 12.                                 | «Hostility»       | 3:37     |  |

## Créditos
- Joan Jett - voz, guitarras
- Tony "Bruno" Rey - guitarras
- Kenny Aaronson - bajo
- Thommy Price - batería